# Bas Bervoets
Bas Bervoets (Abbekerk, 4 december 1987) is een Nederlandse oud-langebaanschaatser die gespecialiseerd was in de sprintafstanden.
Bervoets reed voor het het gewest Noord-Holland/Utrecht onder leiding van Peter Bos en Annemarie Brouwer. In de zomer van 2012 stapte hij over naar Team Corendon van Renate Groenewold en Peter Kolder maar moest dat team in 2013 weer verlaten.
Bij het NK Afstanden 2010 in Thialf Heerenveen eindigde hij op de 500 meter op een veertiende plaats, met een persoonlijk record van 36,71.

## Persoonlijk records
| Afstand    | Tijd    | Datum            | Baan       |
| ---------- | ------- | ---------------- | ---------- |
| 500 meter  | 36,06   | 9 november 2012  | Heerenveen |
| 1000 meter | 1.11,32 | 30 december 2011 | Heerenveen |
| 1500 meter | 1.52,32 | 13 oktober 2012  | Inzell     |
| 3000 meter | 4.05,52 | 15 maart 2006    | Heerenveen |